# Djigirmehar
Djigirmehar, auch Dschigirmä-Ar, war eine Masseneinheit (Gewichtsmaß) in Khiwa und Turkestan.
- 1 Djigirmehar = 1,228534375 Kilogramm

Die Maßkette war 
- 1 Batman = 1 Dürt-Un-Ser[1] = 8 Kirkar/Kirk-ar/Kyr-ar = 16 Djigirmehar = 32 Unar/Un-ar = 40 Seer/Sihr = 64 Bischar/Bisch-ar = 320 Ar = 19,656555 Kilogramm
- 16 Batman entsprachen einer Kamellast.